# Anton Anderluh

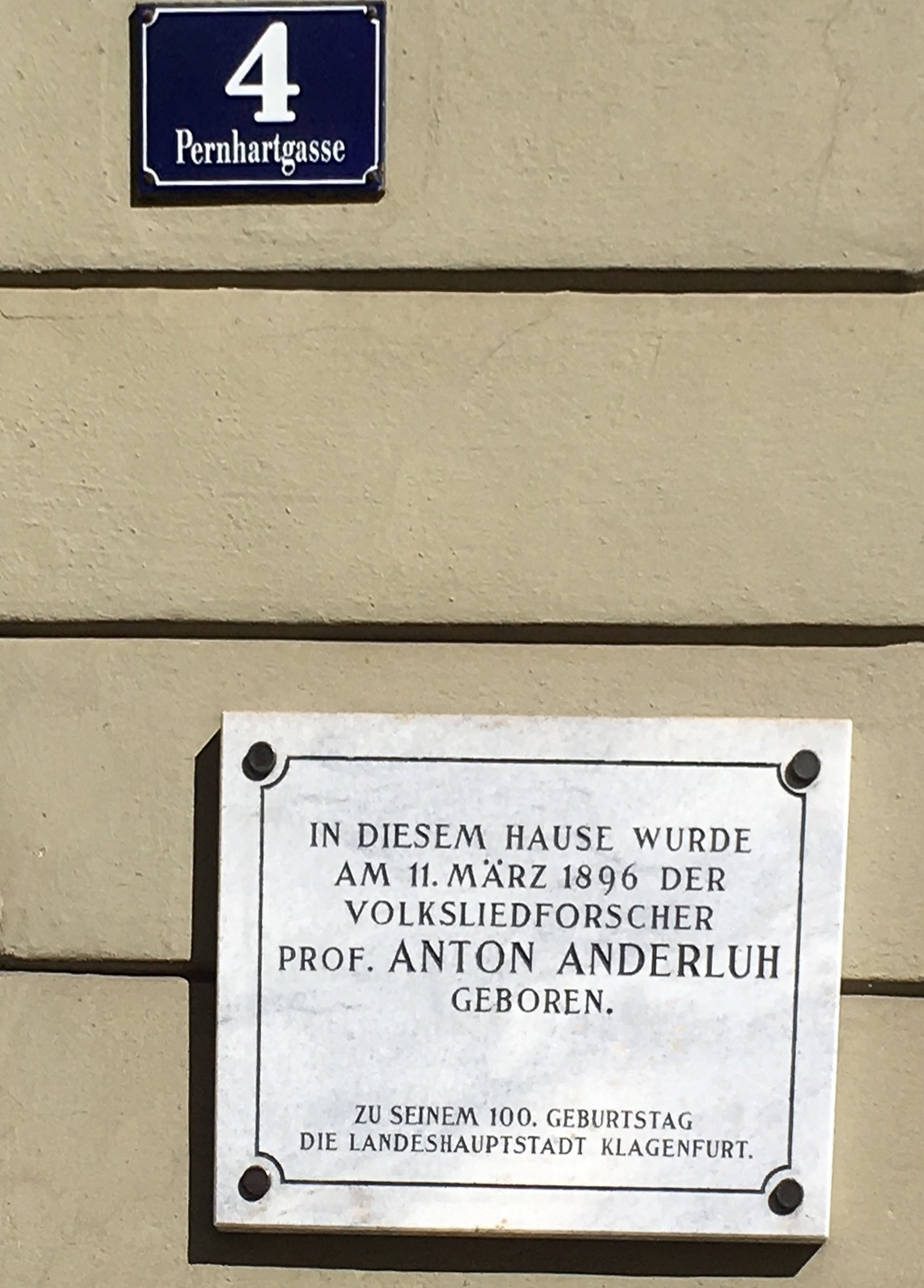
Gedenktafel Prof. Anton Anderluh, Klagenfurt am Wörthersee

Anton Anderluh (* 11. März 1896 in Klagenfurt am Wörthersee, Kärnten; † 3. Jänner 1975 ebenda) war ein österreichischer Volksmusiksammler und Nationalsozialist.
Anton Anderluh war ab 1922 als Musiklehrer in Klagenfurt tätig, er war von 1933 bis 1938 Musikreferent der Klagenfurter Zeitung.
Anderluh trat im Oktober 1936 dem damals illegalen Nationalsozialistischen Lehrerbund bei. Von 1938 bis 1945 war er Direktor der Lehrer- und Lehrerinnenbildungsanstalt Klagenfurt. Ingeborg Bachmann erwähnt ihn in ihrem Kriegstagebuch als nationalsozialistischen Fanatiker. Am 19. Mai 1938 beantragte er die Aufnahme in die NSDAP und wurde rückwirkend zum 1. Mai desselben Jahres aufgenommen (Mitgliedsnummer 6.161.770). Des Weiteren war er ab 1942 Präsident des Musikvereines Kärnten, Beauftragter des Gauleiters für das Kärntner Musikschulwerk, Leiter des „Gauausschusses für Volksmusik in Kärnten“ und „Landesleiter der Reichsmusikkammer für Kärnten“. Von 1942 bis 1943 war er Hauptgefolgschaftsführer und von Juli 1943 bis April 1945 Stammführer der Hitlerjugend sowie von Jänner 1944 bis Juli 1944 Kreispropagandaleiter in Klagenfurt.
Er veranstaltete ab 1952 die Turnersee-Singwochen, die wesentlich zur Volksmusikpflege in Österreich beitrugen. Sein Hauptwerk, die Edition „Kärntner Volksliedschatz“ (12 Bände, 1960–75), wurde von Walter Deutsch abgeschlossen.
Eine vom Klagenfurter Stadtsenat eingesetzte Historikerkommission attestierte ihm im Juni 2008, „mehr“ als nur ein „Mitläufer des NS-Schreckensregimes“ gewesen zu sein. Eine Umbenennung der Klagenfurter Anderluhstraße⊙ wurde allerdings, im Unterschied zu vier anderen Fällen, für nicht zwingend erachtet.

## Ehrungen und Auszeichnungen
- Raimund-Zoder-Medaille